# Park Yong-ha
Dans ce nom coréen, le nom de famille, Park, précède le nom personnel.
Ne doit pas être confondu avec Park Yong-ho.
Park Yong-ha (coréen : 박용하) est un chanteur et acteur sud-coréen, né le 12 août 1977 à Séoul et mort le 30 juin 2010 à Nonhyeon-dong dans la même ville.

## Biographie

### Mort
Le 29 juin 2010, son manager essaie plusieurs fois de joindre Park Yong-ha pour lui rappeler la réunion du casting de son prochain film Love Story à laquelle il échoue. Il passe voir sa famille, notamment son père, à qui il répète combien il est désolé de cet échec, avant de rentrer chez lui vers minuit quarante. Le 30 juin 2010, vers 5h30 du matin, sa mère, lui rendant visite dans son appartement à Nonhyeon-dong dans l’arrondissement de Gangnam-gu à Séoul, découvre son fils inanimé dans sa chambre avec le cordon d'un téléphone autour du cou. Les raisons du suicide par pendaison sont dues à la dépression dont il souffrait et à l’état de son père atteint d’un cancer de l’estomac en phase terminale,,.
La veille de sa mort, Park Yong-ha allait bien, selon Hero Jae-joong, ami de longue date, qui avait discuté avec lui par téléphone : « Je ne ressentais pas qu’il était différent d'à son habitude. On s’était mis d’accord pour boire un verre ensemble quand je rentrerais des États-Unis ».

## Discographie

### Albums sud-coréens
- Tidings (2003)
- Fiction (2004)
- Present (2007)

### Sorties au Japon

#### Albums
- kibyol (2004)
- Will Be There  (2006)
- Love (2008)
- Stars (2010)
- Song for You (2014) (sortie posthume)

### Mini-Albums
- Sometime (2005)
- Once in a Summer (2009)

#### Singles
- 처음 그날처럼 (Like the First Day, 2003)
- Kajimaseyo (2004)
- Truth (2005)
- Kimigasaikou (2006)
- Bokunopagewomekureba (2007)
- Behind love (2008)
- Say Goodbye (2008)
- Beloved People (2009)
- One Love (2010)

## Filmographie

### Films
- 1998 : If It Snows on Christmas (크리스마스에 눈이 내리면) de Dong-hong Jang : Choi Soo-an
- 2000 : Summer Story (여름 이야기) de[Qui ?] : Sang Deok
- 2002 : Although It is Hateful Again (미워도 다시 한번) de Kim Soo-hyun : Young Ha
- 2009 : The Scam (작전) de Lee Ho-jae : Kang Hyeon-soo

### Séries télévisées
- 1994 : Classroom blooming with Love (사랑이 꽃피는 교실)
- 1996 : Mom's Flag (엄마의 깃발) : Yoon-ha
- 1996 : Start (스타트)
- 1997 : What A Tough Woman
- 1997 : Can't Take My Eyes Off You (보고 또 보고) : Myeong-won
- 1998 : See and See Again
- 1999 : The Song Of Hope (우리는 길 잃은 작은 새를 보았다) : Min-hyeong
- 2000 : Gibbs Family (깁스가족)
- 2000 : More Than Love (사랑은 아무나 하나) : Kim Dong-jin
- 2000 : Sunflower (눈꽃)
- 2001 : Snowflakes (눈꽃) : Seo In-ha
- 2001 : Well-Known Woman (소문난 여자) : Kim Woo-jin
- 2002 : Winter Sonata (겨울연가) : Kim Sang-hyeok
- 2002 : Loving You (러빙 유) : Lee Hyeok
- 2004 : Tokyo Wankei : M. Kan (saison 1, épisodes 7 et 11)
- 2008 : On Air (온에어) : Lee Kyeong-min
- 2009 : The Slingshot (남자이야기) : Kim Shin
- 2010 : Love Song (러브송)